# Antitrygodes acinosa
Antitrygodes acinosa är en fjärilsart som beskrevs av Louis Beethoven Prout 1932. Antitrygodes acinosa ingår i släktet Antitrygodes och familjen mätare. Inga underarter finns listade i Catalogue of Life.